# ニコデモ

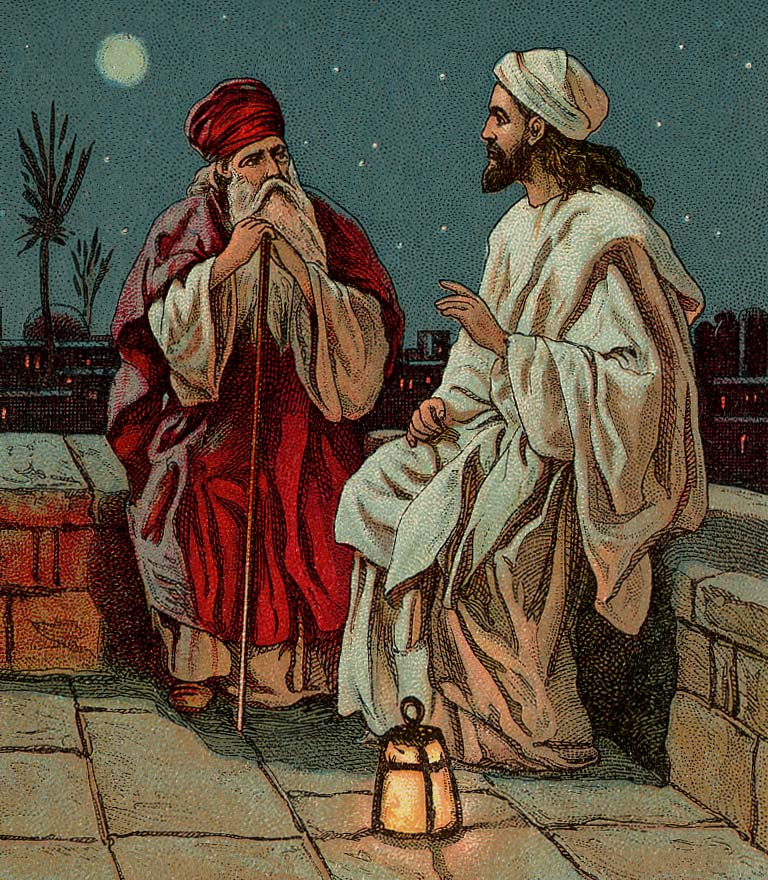
イエスと語るニコデモ（左）

ニコデモ（ギリシャ語: Νικόδημος, ラテン文字転写: Nikódēmos）は新約聖書のヨハネによる福音書に登場するユダヤ人であり、イエスに共鳴した人物として描かれている。
ヨハネ福音書によればニコデモはファリサイ派で最高法院の議員であったが、イエスに敬意を払っており、夜ひそかにイエスを訪れ、問答をする。（ヨハネ3:1-21）ユダヤ人指導者たちがイエスを非難する場では「我々の律法では、罪の証が無ければ裁かないではないか」と、彼を弁護している。（ヨハネ7:51）イエスの処刑後は、使徒や他の弟子たち、アリマタヤのヨセフとともにイエスの遺体を引き取って、埋葬している。
正教会の伝承では、ニコデモはこの後キリスト教徒となり、ユダヤ人に殺されて殉教したとする。復活大祭の2週後の主日（日曜日）に、イエスの葬りに参加した他の人物、アリマタヤのヨセフ、携香女らとともに記憶される。
カトリックの伝承では聖人である。
新約聖書外典にはこの人物の名前をとった『ニコデモによる福音』というものがある。
伝説によれば後に木彫りのキリストの磔刑像を製作したという。イタリアはルッカのルッカ大聖堂に現存する『ヴォルト・サント（聖顔）』である。
しかし新約聖書中にはニコデモが信仰告白をしたという明確な記述がなく、カトリックとプロテスタントの宗教分裂の時代にはこれが原因で「ニコデモ主義」と批判された。